# Rek (mechanica)

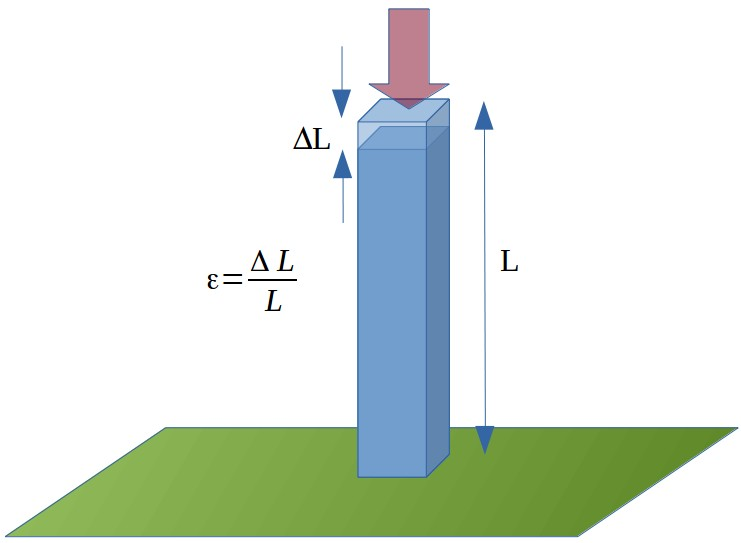
Overzicht van rek

Overzicht van drie vormen van spanning op een cilinder. Drukspanning in het blauw. Ontspannen cilinder in het grijs. Rekspanning in het rood.

Rek, aangeduid met {\displaystyle \varepsilon } en ook wel extensie genoemd, is een natuurkundige grootheid die de geometrische vervorming van een materiaal beschrijft, als gevolg van een bepaalde spanning waaronder het materiaal staat. Rek in de tegenovergestelde richting wordt druk genoemd en beschrijft de vervorming door spanning die het materiaal als het waren samen "drukt". Negatieve rek wordt ook wel stuik genoemd. Het zijn belangrijke begrippen in de materiaalkunde en mechanica. 

## Rek
Rek is een dimensieloos getal dat de verhouding tussen de lengteverandering {\displaystyle (\Delta l)} en de oorspronkelijke lengte {\displaystyle (l_{0})} van een stuk materiaal aangeeft.
De rek wordt gedefinieerd als:
{\displaystyle \varepsilon ={\frac {\Delta \ell }{\ell _{0}}}}
Waarbij:
- {\displaystyle \varepsilon }  is de rek, een dimensieloos getal,
- {\displaystyle \Delta \ell } is de lengteverandering m,
- {\displaystyle \ell _{0}} is de oorspronkelijke lengte in m.

Rek ontstaat door het uitoefenen van een kracht, bijvoorbeeld door een trekkracht aan een staaf of staalkabel. De rekindex hangt af van de elasticiteitsmodulus van het materiaal waar de kracht op werkt. Men kan de relatie tussen spanning en rek in een grafiek uitzetten, het spanning-rekdiagram.

## Rekstijfheid
De rekstijfheid is een grootheid die de weerstand van een materiaal tegen rek weergeeft. Dit wordt meestal aangegeven door:
{\displaystyle EA=E\cdot A}
Waarbij:
- {\displaystyle EA} is de rekstijfheid in N,
- {\displaystyle E} is de elasticiteitsmodulus in N/mm2,
- {\displaystyle A} is de oppervlakte in mm2.

## Rekanalyse
Voor het meten van de rek worden de volgende middelen of technieken toegepast:
- rekstrookjes,
- optische methodes, zoals interferometrie,
- bij de trekproef wordt de rek in een proefstaaf gemeten met een extensiometer.